# دهستان الند
دهستان الند نام دهستانی در بخش صفائیه شهرستان خوی، استان آذربایجان غربی در ایران است. براساس سرشماری مرکز آمار ایران در سال ۱۳۹۵، جمعیت این دهستان برابر با ۷٬۰۷۱ نفر (۱٬۵۵۵ خانوار) بوده‌است.  